# Grupo Exxel
El Grupo Exxel, oficialmente The Exxel Group S.A., es una firma de inversión global argentina. Fundada en agosto de 1991 por el empresario Juan Navarro, fue la firma más famosa en introducir en Argentina las prácticas estadounidenses del private equity.
Entre su fundación hasta 2007, el grupo realizó inversiones por alrededor de 4800 millones de dólares.

## Historia
Su fundador, Juan Navarro, es un empresario uruguayo que trabajaba como ejecutivo en el Citibank, donde alcanzó el cargo de presidente de Citicorp Capital Investors, una filial del Citibank que se encargaba de capitalizar los títulos de deuda argentina que poseía el banco, a cambio de acciones en empresas del país. Con esta experiencia, en 1991 funda el grupo gracias a una inversión inicial realizada por el Banco Mariva a cambio del 30 % de esta empresa.El primer fondo de inversión del grupo recibió el financiamiento por parte del banco de inversión estadounidense Oppenheimer Holdings.En 1993 el grupo ganó la licitación para hacerse de la empresa de distribución de electricidad de San Luis Edesal SA por 18 millones de dólares.En ese mismo año, el grupo adquiere su primer empresa privada, la cual fue la compañía de productos de limpieza CIABASA SA por 7 millones de dólares. Le siguen la adquisición de Poett San Juan SA y la empresa de aerosoles de YPF, las dos por 22 millones de dólares, las cuales unifica con CIABASA y vende, en 1996, a The Clorox Company por 95 millones de dólares. Además de Edesal, ganaron la licitación por las empresas energéticas de La Rioja (Edelar SA), en 1995, y Salta (Edesa SA), un año después) por 100 millones de dólares. Estas empresas fueron unificadas en una sola, pasando a llamarse Ender SA, y fueron vendidas al grupo GPU en 1999, a cambio de 430 millones de dólares.
En 1995 compró Argencard por 140 millones de dólares. Un año después ingresó a los negocios de retail, con el gasto de 430 millones de dólares para adquirir la cadena de supermercados Norte. En 1998 compró las operaciones de las tiendas Casa Tía en el país por 630 millones de dólares y la cadena Musimundo por 240 millones.  
En 1996 el grupo entra al sector médico, adquiriendo las empresas TIM, Galeno y Life, las cuales unificó bajo el Grupo SPM (Sistema de Protección Médica).
En 1998 entraron al sector textil, adquiriendo la empresa de ropa infantil Coniglio, propiedad de José Ignacio de Mendiguren, por 8 millones de dólares.Obtuvieron la licencia de Lacoste Argentina, tras la compra de Vesubio, representante de la marca en el país, por 20 millones de dólares y adquirieron la empresa de ropa femenina Paula Cahen D'Anvers por 8 millones.
Entre 1997 y 1998 ingresa al sector alimenticio, a través de la compra de la empresa de panificados Fargo por 100 millones de dólares,la empresa de alimentos Havanna por 85 millones y la compra de la heladería Freddo por 82 millones. El grupo intentó adquirir el 60 % de Molinos Río de la Plata, proveniente de Bunge & Born, por 305 millones de dólares, llegando a firmar un preacuerdo de exclusividad, sin embargo, perdieron la operación ante Perez Companc Family Group que ofertó 400 millones.
En 1997, en el medio de la discusión política y judicial acerca del empresario Alfredo Yabrán por ser una suerte de líder mafioso con protección política, Exxel compró, por 605 millones de dólares, todas las empresas que el ministro de Economía, Domingo Cavallo, acusaba a Yabrán de poseer por medio de testaferros. Entre estas, se encontraban el Correo OCA, Edcadassa (empresa que manejaba los depósitos fiscales), Interbaires (empresa que manejaba los duty free), Intercargo, Ocasa y la compañía de transporte y logística Villalonga Furlong.
Siguiendo su política de unificación de empresas, el grupo intentó unificar Correo OCA, con Correo Argentino, de SOCMA, propiedad de Franco Macri, sin embargo, la Secretaría de Defensa de la Competencia no permitió esta operación ya que hubiesen acaparado cerca del 90 % del manejo de las cartas simples y el 45 % de las cartas corporativas.

### Pelea por la concesión de los aeropuertos
En 1998, durante la época de privatizaciones de la presidencia de Carlos Menem, se licitó la concesión de Aeropuertos Argentina 2000. Para participar, fundó un consorcio con el Grupo Macri, el cual tuvo que competir con un consorcio formado por las italianas SEA y SIMEST, la estadounidense Ogden Corporation y la argentina Corporación América Sudamericana (CAS), formada por Corporación América de Eduardo Eurnekián y Sheenan de Manuel Korzín. Exxel contaba con las concesiones de los duty free, a través de la empresa Interbaires, y los depósitos fiscales de los aeropuertos, a través de la empresa Edcadassa, adquiridas tras la compra de las empresas de Yabrán.A pesar de esto, la licitación fue ganada por el consorcio de Eurnekián, decisión que derivó en una pelea entre los dos grupos. Ambos se saboteaban judicialmente intentando paralizar las construcciones y operaciones que llevaban a cabo. Corporación América fue avanzando en su propio consorcio, comprando las acciones de SEA y Ogden de Aeropuertos Argentina 2000.Por su parte, Exxel intentó incorporarse a Corporación América Sudamericana (CAS) con la compra del 63 % de Sheenan, empresa de Korzín que poseía el 15 % de CAS. A través de esta compra, Exxel inició una pelea judicial, reclamando que Sheenan tenía las acciones de Chandler, predecesora de CAS, y por lo tanto el grupo debía tener los derechos políticos sobre CAS.

### Proyecto futbolístico
En 2000, Quilmes Atlético Club se convirtió en el primer club argentino ser gerenciado futbolísticamente, aprobando a la empresa Desarrollo Futbolístico Argentino del Exxel Group. El gerenciamiento era por 10 años y a cambio de 5 millones de dólares para cubrir el pasivo del club.El primer año, Quilmes quedó segundo en la zona Metropolitana del Campeonato de Primera B Nacional y perdió la posibilidad de ascender por perder la final del cuadrangular con el Club Atlético Huracán.Un año después, quedó primero en la zona Metropolitana del Campeonato de Primera B Nacional , pero no ascendió tras perder la final del cuadrangular con el Club Atlético Banfield.Dos meses después de esa final, el grupo dejó de gerenciar a Quilmes en el medio de su abandono a negocios de la empresa durante ese año.
También en 2000, el grupo incursionó en el futbol brasileño, comprando el 50,1 % del Esporte Clube Vitória, de Paulo Carneiro, por 6 millones de dólares, adquiriendo los activos futbolísticos del club.En 2004, Paulo Carneiro volvió a comprar las acciones del club por 7 millones.Durante este tiempo, el Vitória no ganó títulos, siendo su mejor año en el Campeonato Brasileiro de Futbol de 2002 , donde quedó décimo en la primera fase, no alcanzando a llegar a cuartos de final por solo 2 puestos. Tras la recompra de Carneiro, el club descendió al Campeonato Brasileño de Serie B y un año después al Campeonato Brasileño de Serie C, aunque para 2007 ya había vuelto al Campeonato Brasileño de Serie A.

### Caída
Tras la crisis de 2001 en Argentina, las ventas de las empresas del grupo cayeron abruptamente, haciendo cada vez más difícil para Exxel hacer frente al modelo de compra apalancada, por la incapacidad de pagar sus deudas. A partir de este momento, el grupo fue perdiendo empresas que caían en manos de sus acreedores. Ese mismo año, venden el Grupo SPM, el cual se encontraba gerenciado por Swiss Medical,al empresario Julio Fraomeni, Supermecados Norte a Carrefour por 252 millones,Freddo quedó en manos de sus acreedores, y abandonan los depósitos fiscales con la venta de Edcadassa a Aeropuertos Argentina 2000 de Eurnekián.Un año después pierden los duty free, tras la pérdida de Interbaires que quedó controlada por los acreedores, liderados por el Deutsche Bank, perdiendo finalmente la pelea con Corporación América.En 2003, vendió Havanna por 5 millones de dólares, Musimundo por el monto de sus pasivos, Coniglio a la familia Heinz, y pierden Correo OCA y Fargo que quedan en manos de fideicomisos de acreedores.
En 2006 venden Argencard a Firs Data Corp, quedándose únicamente con seis empresas.Entre esas empresas se encontraban 4 de Estados Unidos, poseyendo capital accionario en Brijot Imaging System, Destineer, The Protective Group y ThingMagic.En 2010 ThingMagic fue vendida a Trimble.Un año después, Brijot fue adquirida por Microsemi Corporation y Destineer cierra. En 2015 venden The Protective Group a JLL Partners, una firma de private equity.En 2018, el grupo vendió el 50 % que poseía en Lacoste Argentina a la empresa original francesa Lacoste.
Desde 2023, el presidente de Exxel es Marcelo Aubone,y el grupo solo posee PCDA SA, firma que posee las empresas de ropa Paula Cahen D'Anvers, Penguin Argentina y Cacharel.

## En la cultura popular
El restaurante Anchoita, ubicado en Villa Crespo, Buenos Aires, posee un postre en su menú llamado «Reversión de papa del famoso alfajor marplatense antes de que lo destruyera el grupo Exxel». Este postre hace alusión al alfajor producido por la empresa Havanna, la cual fue comprada por el grupo en 1998. El nombre se debe a que el dueño del restaurante considera que a partir de ese momento disminuyó la calidad del producto. El restaurante fue intimado por el grupo Exxel para que eliminasen ese postre, sin embargo, tras la negativa del restaurante, no avanzaron en una denuncia. El restaurante exhibe actualmente la carta documento enviada por el grupo.

## Fondos de inversión[36]

### Primer fondo de inversión (hasta 1992)

#### The Argentina Private Equity Fund I, L.P.
En 1993 el Grupo Exxel empezó con el fondo The Argentina Private Equity Fund I, L.P. y compraron: Ciabasa , la división de aerosoles de YPF, Poett San Juan SA y en 1994 también compraron Edesal por un total de 47 millones de dólares.

### Segundo fondo de inversión (hasta 1996)

#### The Argentina Private Equity Fund II, L.P.
Compraron varias empresas poco conocidas. Con sede en las Islas Caimán, poseyó Argentina Health Care Corporation y controlaba   el Grupo SPM (Sistema de Protección Médica).

#### Credit Card Holding Co-investment, L.P.
Fondo creado especialmente para comprar Argencard, empresa que poseía la licencia de Mastercard para Argentina y Uruguay

#### Supermarkets Holding, L.P.
Fondo creado especialmente para comprar Supermercados Norte

### Tercer fondo de inversión (hasta 1999)

#### Exxel Capital Partners V, L.P.
Fondo a través del cual se compraron las empresas de Alfredo Yabrán, teniendo participación en Correo OCA, Edcadassa, Interbaires y Villalonga Furlong.

#### Exxel Capital Partners 5.5, L.P.
Fue utilizado para comprar varias cadenas de supermercados

#### Mercosur Supermarkets, L.P.
Fondo especialmente creado para adquirir la cadena de supermercados Devoto de Uruguay

### Cuarto fondo de inversión (hasta 2001)

#### Exxel Capital Partners VI, L.P.
Fondo, con sede en las Islas Caimán, que tuvo participación en Catering Holding CO, Bodegas y Viñedos Lopez, Casa Tía, Compañía de Alimentos Fargo, Havanna, Freddo, Hipermercados El Tigre, La Florida del Norte, Panificación Argentina, Supermercados Lozano, Supermercados UNIMARC, Capital Foods, Supermercados Abud, Supermercados Cadena Mega, Supermercados El Guri, Supermercados Los Hermanitos, Supermercados Norte y Supermercados Tanti.